# ماتياس كول
ماتياس كول (بالألمانية: Matthias Kaul)‏ هو فنان إيقاعي وموسيقي ألماني، ولد في 1949 في هامبورغ في ألمانيا.

## وصلات خارجية
- الموقع الرسمي
- ماتياس كول على موقع ميوزك برينز (الإنجليزية)
- ماتياس كول على موقع ديسكوغز (الإنجليزية)